# Vingt-et-unième législature du Bundestag
depuis le 25 mars 2025
20e législature
La 21e législature du Bundestag est un cycle parlementaire ouvert le 25 mars 2025, à la suite des élections fédérales anticipées du 23 février 2025.

## Président fédéral

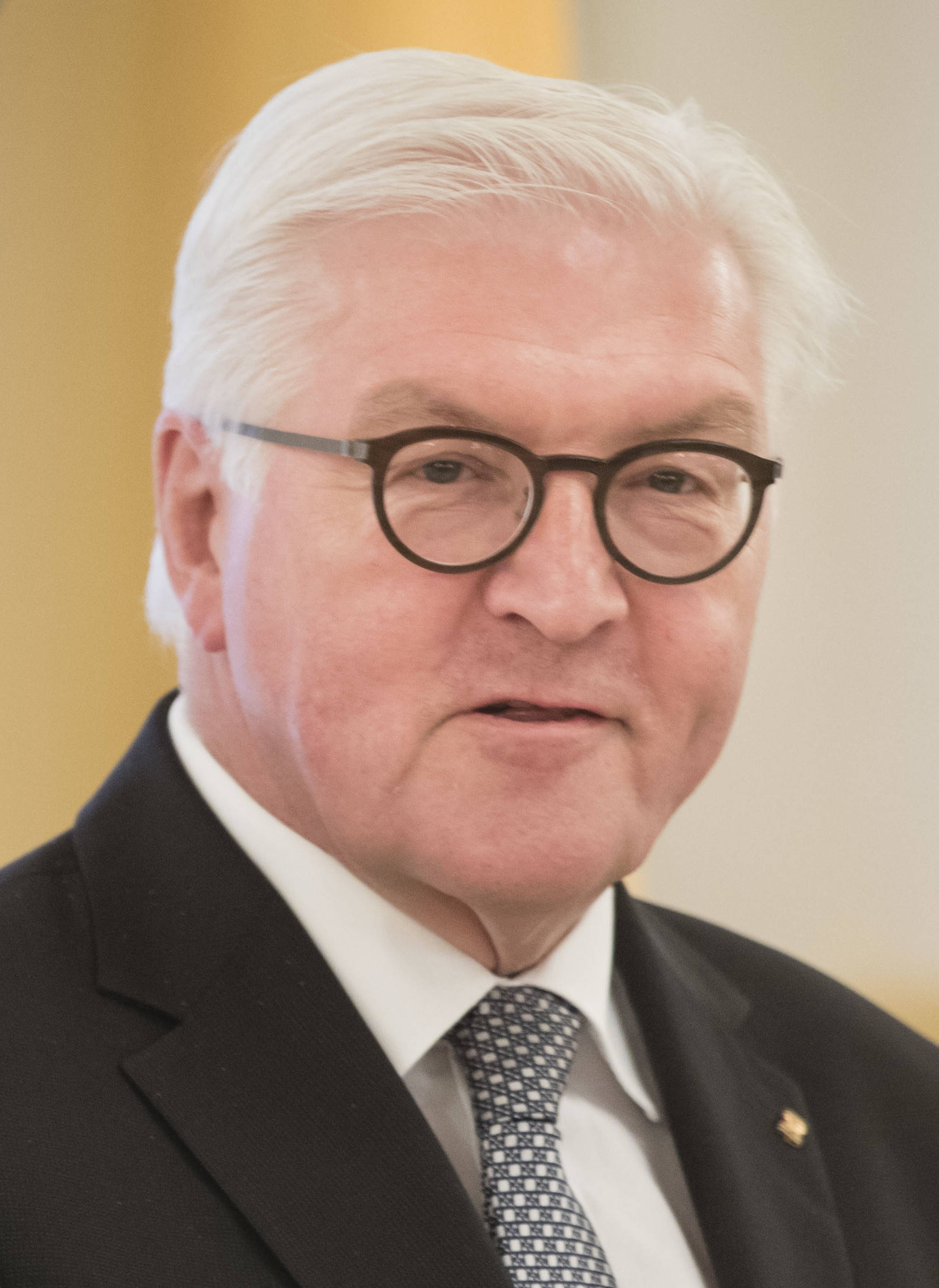
Frank-Walter Steinmeier, président fédéral depuis le 19 mars 2017[1].

## Chancelier et gouvernements successifs
| Gouvernement | Gouvernement                         | Gouvernement | Dates (Durée)                   | Partis        | Chancelier     | Composition initiale |
| ------------ | ------------------------------------ | ------------ | ------------------------------- | ------------- | -------------- | -------------------- |
|              | Le chancelier fédéral Friedrich Merz | Merz         | depuis le 6 mai 2025 (13 jours) | CDU, CSU, SPD | Friedrich Merz | 17 ministres         |

## Présidium du Bundestag
| Fonction | Fonction       | Fonction        | Fonction         | Groupe parlementaire | Circonscription                    |
| -------- | -------------- | --------------- | ---------------- | -------------------- | ---------------------------------- |
|          | Julia Klöckner | Présidente      | Julia Klöckner   | CDU/CSU              | Kreuznach                          |
|          |                | Vice-présidente | Andrea Lindholz  | CDU/CSU              | Aschaffenburg                      |
|          |                | Vice-présidente | Josephine Ortleb | SPD                  | Vogtlandkreis                      |
|          |                | Vice-président  | Omid Nouripour   | Grünen               | Frankfurt am Main II               |
|          |                | Vice-président  | Bodo Ramelow     | Linke                | Erfurt – Weimar – Weimarer Land II |

## Commissions permanentes
Le Bundestag est organisé en 26 commissions permanentes.

## Groupes parlementaires
| Groupe politique                     | Groupe politique                     | Groupe politique                                                               | Députés | Président                            |
| Groupe politique                     | Groupe politique                     | Groupe politique                                                               | Membres | Président                            |
| ------------------------------------ | ------------------------------------ | ------------------------------------------------------------------------------ | ------- | ------------------------------------ |
|                                      | CDU/CSU                              | - Union chrétienne-démocrate d'Allemagne - Union chrétienne-sociale en Bavière | 208     | Friedrich Merz puis Jens Spahn       |
|                                      | AfD                                  | Alternative pour l'Allemagne                                                   | 152     | Tino Chrupalla et Alice Weidel       |
|                                      | SPD                                  | Parti social-démocrate d'Allemagne                                             | 120     | Lars Klingbeil puis Matthias Miersch |
|                                      | Grünen                               | Alliance 90/Les Verts                                                          | 85      | Katharina Dröge et Britta Haßelmann  |
|                                      | Linke                                | Die Linke                                                                      | 64      | Heidi Reichinnek et Sören Pellmann   |
| Total de députés membres d'un groupe | Total de députés membres d'un groupe | Total de députés membres d'un groupe                                           | 629     |                                      |
|                                      | Non-inscrits                         | Fédération des électeurs du Schleswig du Sud                                   | 1       |                                      |
| Total des sièges pourvus             | Total des sièges pourvus             | Total des sièges pourvus                                                       | 630     |                                      |
| Sièges vacants                       | Sièges vacants                       | Sièges vacants                                                                 | 0       |                                      |